# Нассе, Вильгельм
Вильгельм Нассе (нем. Johann Friedrich Wilhelm Nasse; 1780 — после 1833) — российский химик и фармацевт. 

## Биография
Родился 24 декабря 1780 года в Бюнде (графство Равенсберг).
Некоторое время после обучения работал фармацевтом в Ганновере и Гамбурге, затем уехал в Ригу, где был помощником Давида Иеронима Гринделя, который в 1803 году кроме химико-фармацевтического общества, основал ещё и «Русский фармацевтический ежегодник», в котором Нассе публиковал статьи. Затем переехал в Санкт-Петербург, где работал, в том числе, химиком на Императорском фарфоровом заводе.
С 1805 года был адъюнктом Императорской академии наук, в 1810 году получил чин надворного советника. В 1811 году в Марбургском университете он получил степень доктора философии и был избран экстраординарным членом Академии наук (с 1810 по 1817 год).
С 1824 года был профессором технологии в Виленском университете и директором технической лаборатории. В 1826 году вернулся в Петербург.
Умер после 1933 года.